# Ориовац
Ориовац је насељено место и седиште општине у Бродско-посавској жупанији, Република Хрватска.

## Историја
До територијалне реорганизације у Хрватској налазио се у саставу бивше велике општине Славонски Брод.

## Становништво
На попису становништва 2011. године, општина Ориовац је имала 5.824 становника, од чега у самом Ориовцу 1.841.

## Попис1991.
На попису становништва 1991. године, насељено место Ориовац је имало 2.049 становника, следећег националног састава:
| Попис 1991.‍   | Попис 1991.‍  | Попис 1991.‍ | Попис 1991.‍ | Попис 1991.‍ |
| ------------- | ------------ | ----------- | ----------- | ----------- |
|               |              |             |             |             |
| Хрвати        | Хрвати       |             | 1.738       | 84,82%      |
| Срби          | Срби         |             | 163         | 7,95%       |
| Југословени   | Југословени  |             | 40          | 1,95%       |
| Албанци       | Албанци      |             | 15          | 0,73%       |
| Чеси          | Чеси         |             | 8           | 0,39%       |
| Муслимани     | Муслимани    |             | 3           | 0,14%       |
| Словенци      | Словенци     |             | 3           | 0,14%       |
| Украјинци     | Украјинци    |             | 2           | 0,09%       |
| Бугари        | Бугари       |             | 1           | 0,04%       |
| Мађари        | Мађари       |             | 1           | 0,04%       |
| остали        | остали       |             | 1           | 0,04%       |
| неопредељени  | неопредељени |             | 11          | 0,53%       |
| регион. опр.  | регион. опр. |             | 3           | 0,14%       |
| непознато     | непознато    |             | 60          | 2,92%       |
| укупно: 2.049 |              |             |             |             |